# 市女冰川
68°23′S 42°8′E / 68.383°S 42.133°E
市女冰川是南極洲的冰川，位於毛德皇后地的奧拉夫王子海岸，處於霞岩以西，根據日本探險隊的測量和空中照片繪入地圖，現時由南極條約體系管理。